# Fantasma-ovo
Fantasma-ovo refere-se a 달걀귀신 (dalgyal guishin), um tipo de fantasma coreano. O seu nome deve-se à sua semelhança com um ovo. Não tem braços, pernas, nem cabeça, logo, nem olhos, nariz ou boca.
A lenda diz que se uma pessoa vir o fantasma-ovo, morrerá. A origem do fantasma e a sua personalidade não tem relevância. Diz-se que alguns aspetos da personalidade dos fantasmas-ovo são corruptíveis ao longo do tempo. Ou que os fantasmas alteram a sua fisionomia para a de um ovo, escondem-se, e revelam-se apenas quando querem.
Alguns estudiosos interpretam a lenda do fantasma-ovo como um tipo de mujagui (hangul: 무자귀, hanja: 無子鬼) (cuja tradução literal é "fantasma sem filhos"), que são fantasmas que não têm descendência ou familiares que lhes realize um jesa (uma cerimónia em honra dos antepassados).